# نری کاستیو
نری کاستیو (انگلیسی: Nery Castillo؛ زادهٔ ۱۳ ژوئن ۱۹۸۴) بازیکن سابق فوتبال اهل مکزیک است که در پست مهاجم بازی می‌کرد.
وی همچنین در تیم ملی فوتبال مکزیک بازی کرده‌است.